# Ulugbekia
- Commons
- Wikispecies

Ulugbekia é um gênero de plantas pertencente à família Boraginaceae.